# Miguel Zamacoïs
Miguel Zamacoïs (Louveciennes, 8 settembre 1866 – Parigi, 22 maggio 1955) è stato uno scrittore, poeta e giornalista francese.

## Biografia

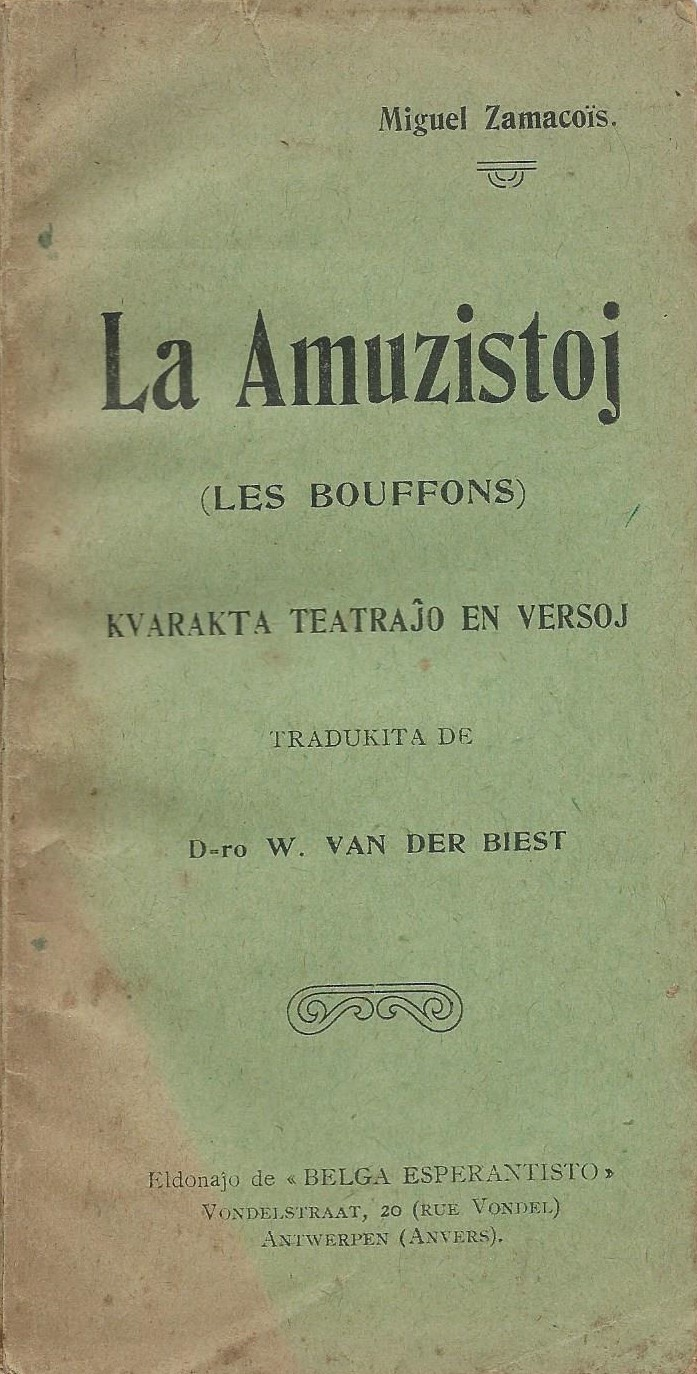
Versione in esperanto di Les Bouffons, Anversa, 1913

Miguel Zamacoïs nacque l'8 settembre 1866 a Louveciennes, figlio del pittore basco spagnolo Eduardo Zamacois y Zabala (1841-1871) e di Marie Louise Héloïse Perrin. La sua unica sorella, Marie Hélène Zamacoïs, nacque dopo la morte del padre nel 1871.
Miguel aveva venti zii paterni, di cui molti si erano consacrati all'arte. Suo zio Niceto de Zamacois era uno scrittore e uno storico, sua zia Elisa Zamacois cantante e attrice; suo zio Ricardo Zamacois era un attore e suo cugino uno scrittore Eduardo Zamacois.
Egli iniziò a dipingere come il padre, ma si concentrò presto sulla scrittura. Oltre a una dozzina di brani, tra i quali Les Bouffons, creato da Sarah Bernhardt, egli è autore di libretti d'opera, di racconti e di poemi di fantasia. Egli è stato anche l'autore de L'Arche de Noé (1911), raccolta di poemi su animali e delle parole de La Française (1915), marcia militare musicata da Camille Saint-Saëns.
Il 15 dicembre 1931 sposò a Versailles Marie Thérèse Ozanne. Durante gli anni 1930, collaborò al giornale Je suis partout.

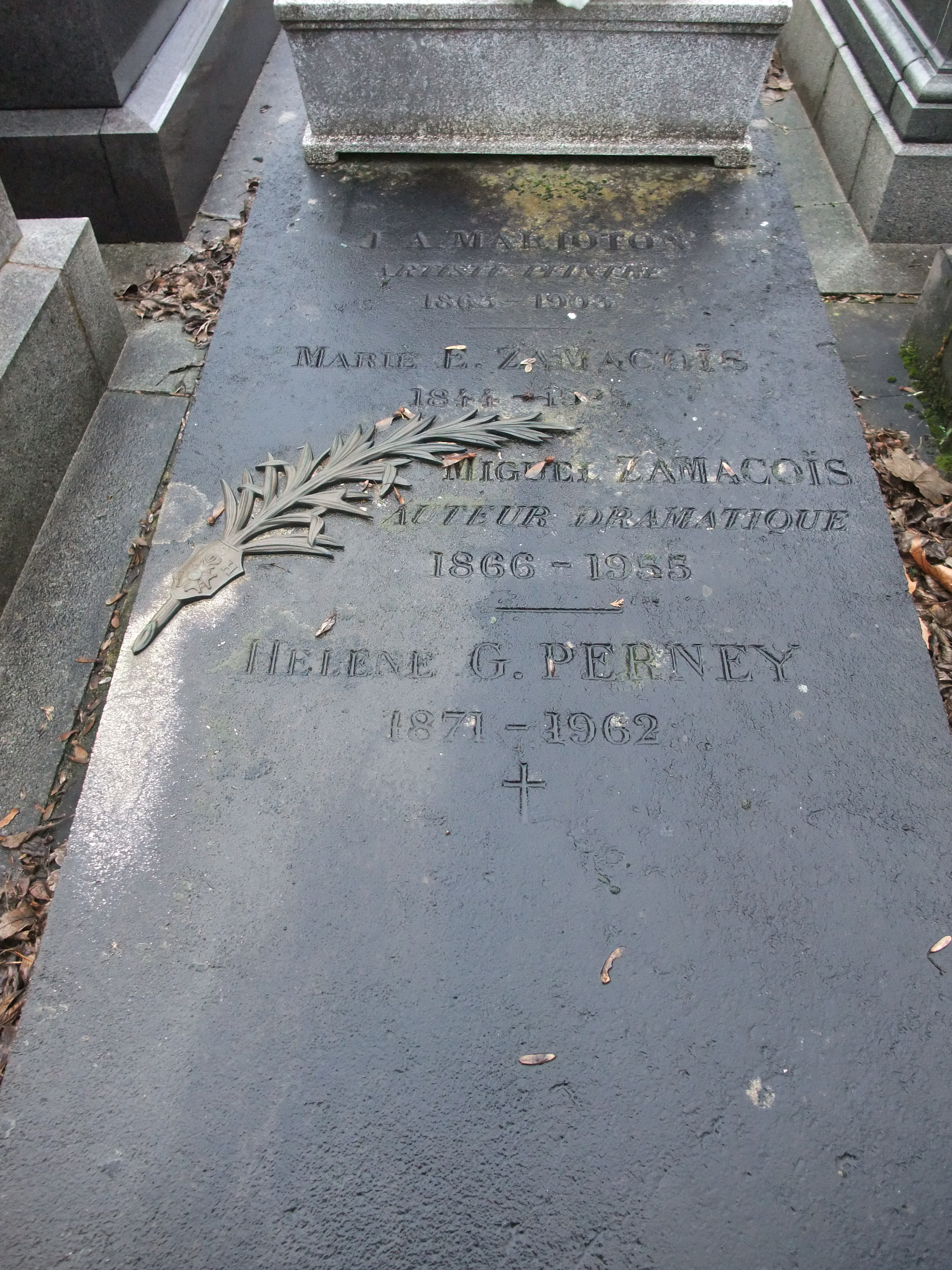
La tomba di Miguel Zamacoïs nel cimitero di Père-Lachaise a Perigi

Nel 1948, pubblicò un volume di ricordi, Pinceaux et stylos (Pennelli e penne), che ritraccia 60 anni di vita parigina. Egli era solito visitare il suo amico e vicino di casa, lo scultore Pierre-Nicolas Tourgueneff, che aveva il proprio atelier al castello di Vert-Bois, nel comune di Rueil-Malmaison. Tra gli altri visitatori scrittori, artisti, pittori e disegnatori: Roger-Joseph Jourdain, Ernest Ange Duez, Jean-Louis Forain.
Fu nominato commendatore della Legion d'onore nel 1953.
Morì il 22 maggio 1955 e la sua salma fu inumata a Parigi nel cimitero di Père-Lachaise (93ª divisione), nella tomba del pittore Jean Alfred Marioton (1863-1903), suo cognato.